# Peranabrus
Peranabrus is een geslacht van rechtvleugeligen uit de familie sabelsprinkhanen (Tettigoniidae). De wetenschappelijke naam van dit geslacht is voor het eerst geldig gepubliceerd in 1894 door Scudder.

## Soorten
Het geslacht Peranabrus  is monotypisch en omvat slechts de volgende soort:
- Peranabrus scabricollis (Thomas, 1872)